# Spoorlijn Dombås - Åndalsnes
De spoorlijn Dombås - Åndalsnes ook wel Raumabanen genoemd is een Noorse spoorlijn tussen de plaats Dombås in de provencie Oppland en de stad Åndalsnes in de provincie Møre og Romsdal en ook bekend als een zijlijn van de Dovrebanen.

## Geschiedenis
Een comité om een spoorlijn in Møre og Romsdal aan te leggen startte in 1869. Vijf jaar later worden aandelen verkocht voor de financiering. In 1908 besluit het parlement een spoorlijn aan te leggen vanaf het Romsdalsfjord. Er werd gestart op 12 januari 1912 en men was bijna dertien jaar later klaar op 30 november 1924. Het eerste deel vanaf Dombås tot Bjorli opende in 1921. De bouw duurde circa 14 miljoen manuren en de kosten waren circa NOK 49 miljoen.

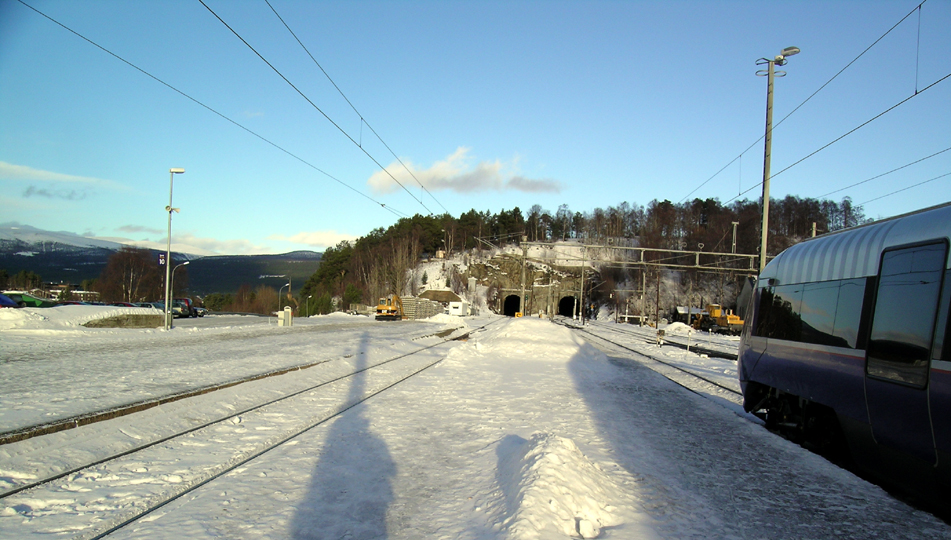
splitsing tussen de Raumabanen en de Dovrebanen bij Dombås, Raumabanen links

Er zijn vijf stations waarvan er twee onbemand zijn. De vijf stations zijn in Dombås, Lesja, Lesjaverk, Bjorli en Åndalsnes. Oorspronkelijk waren er twaalf stations langs de lijn verzorgd door de Norges Statsbaner (NSB). Er zijn elke dag vier passagierstreinen (NSB BM93). Vanaf Åndalsnes zijn er busverbindingen naar Ålesund, Molde en Kristiansund. Vanaf Dombås is er een treinverbinding naar Oslo en Trondheim. In de zomer zijn er speciale toeristentreinen van Åndalsnes tot Bjorli, waarvan sommige met stoom.
De lijn speelde een belangrijke rol tijdens de Tweede Wereldoorlog op 9 april 1940 toen de Noorse goudreserves van circa 3000 goudstaven en 49 ton verplaatst werden van de Norges Bank (de centrale bank van Noorwegen) voor de Duitse Naziinvasie van Noorwegen. Het goud werd met vrachtwagens naar Lillehammer gebracht, naar een trein van de Raumabanen, tot Åndalsnes waar Engelse schepen wachtten op de vracht.
Langs de route ligt de Trollveggen en de rivier de Rauma met op 59 meter hoogte de Kylling Brug (Kylling Bru). Er zijn twee tunnels bij Verma en Mongefossen en de trein passeert de derde grote waterval dicht bij het station van Flatmark.
In de zomermaanden rijden er toeristische treinen op dit traject. Tussen 1993 en 2007 werden deze toeristische treinen getrokken door stoomlocomotieven.
In juni 2019 won SJ Norge de aanbesteding voor het vervoerspakket met de naam NORD, waaronder de Raumabanen valt. Daardoor verzorgt SJ Norge onder de merknaam NORD het personenvervoer van juni 2020 tot en met december 2030. Onrail verzorgt het goederenvervoer, onder meer naar de goederenterminal in Åndalsnes.

## Treindiensten
De Norges Statsbaner verzorgt het personenvervoer op dit traject met NSB Regiontog / RB treinen.
De treindienst wordt uitgevoerd met treinstellen van het type BM 93.
- RB 22: Oslo S - Hamar - Dombås - Åndalsnes

## Aansluitingen
In de volgende plaatsen was of is er een aansluiting van de volgende spoorwegmaatschappijen: 

### Dombås
- Dovrebanen, spoorlijn tussen Trondheim en Oslo S

## In de media
De Raumabanen en de Kylling Bru(g) worden regelmatig gebruikt als locatie voor films en televisieproducties, zoals:
- Harry Potter en de Halfbloed Prins (2009)
- Succession
- Troll (2022)[6]
- Mission: Impossible – Dead Reckoning Part One (2023)